# La Baume-d'Hostun
La Baume-d'Hostun é uma comuna francesa na região administrativa de Auvérnia-Ródano-Alpes, no departamento de Drôme. Estende-se por uma área de 8,46 km². Em 2010 a comuna tinha 585 habitantes (densidade: 69,1 hab./km²).